# По ту сторону страха
«По ту сторону страха» (фр. Au-delà de la peur ) — художественный фильм совместного производства Франции и Италии, снятый французским режиссёром Янником Андреи (фр. Yannick Andréi ) по собственному сценарию в 1975 году. Отечественному[какому?] зрителю фильм известен также под названиями «За пределами страха» и «Помимо страха».

## Сюжет
Газеты сообщают о неудачном ограблении банды Рене Гийу: часть его сообщников убита, любовница гангстера арестована, и полиция объявляет, что без поддержки преступного мира и без денег ареста Гийу можно ожидать в ближайшее время. Рене Гийу нанимает сообщников и собирает своих людей в пригородной гостинице для подготовки нового ограбления. Его водитель отправляется в Париж, чтобы забрать специалиста по сейфам, прибывающего из Марселя. Однако в машину по ошибке садится Клод Баллар, владелец небольшого агентства по продаже недвижимости, который ожидал автомобиль клиента. В присутствии Клода Гийу излагает свой план устроить взрывы с целью отвлечения внимания во время ограбления банка, пока Клод осознаёт свою ошибку и предпочитает хранить молчание. Телефонный звонок, однако, разрешает недоразумение. Клод выражает свою добрую волю, но Гийу требует от него, чтобы он остался среди них до завершения операции. Клоду удаётся бежать под пулями бандитов. Рано утром он звонит домой, и на другом конце провода Гийу сообщает ему, что взял в заложники его жену и сына. и угрожает убить их, если Клод не вернётся домой. К этому моменту его тёща уже была застрелена. Клод отказывается выполнить требованиям бандита. Он предпочитает приехать к себе в офис и изложить свои условия. Они заключают сделку, но Клод теряет доверие после того, как чудом избегает засады. В то время как Клод старается не разозлить бандитов, его шурин ставит в известность полицию. Женщину и ребёнка бандиты перевозят на свою штаб-квартиру; с ними остаётся Гийу, а остальные члены банды отправляются на дело. Тем временем полиция перекрывает дороги по всей окружающей территории и направляет спецбригаду к дому, где находится Гийу. На пути следования банду ликвидируют, а Гийу предлагают сдаться. Он требует машину для бегства, и ради спасения жизней заложников решают выполнить его требование. Под прикрытием заложников Гийу выходит из дома. Клод отвлекает внимание бандита, который тут же падает, изрешечённый пулями, а машина скорой помощи забирает того, кто рисковал своей жизнью, чтобы спасти близких.

## В ролях
- Мишель Буке — Клод Баллар
- Мишель Константен — Рене Гийу
- Марилу Толо — Николь
- Мишель Кретон — Легоф
- Поль Кроше — инспектор
- Жан-Пьер Даррас — инспектор Бурье
- Мусташ — Рауль Жоржо
- Паоло Боначелли — Франческо Гримальди, шурин
- Хайме Гомес — сын Клода Баллара

## Съёмочная группа
- Режиссёр: Янник Андреи
- Сценарий и диалоги: Янник Андреи
- Продюсеры: Жак Бар, Робер Велен
- Оператор: Пьер Пети
- Композитор: Ален Горагер